# Bukovica Prekriška
Bukovica Prekriška – wieś w Chorwacji, w żupanii zagrzebskiej, w gminie Krašić. W 2011 roku liczyła 33 mieszkańców.